# 므스티슬라프 3세

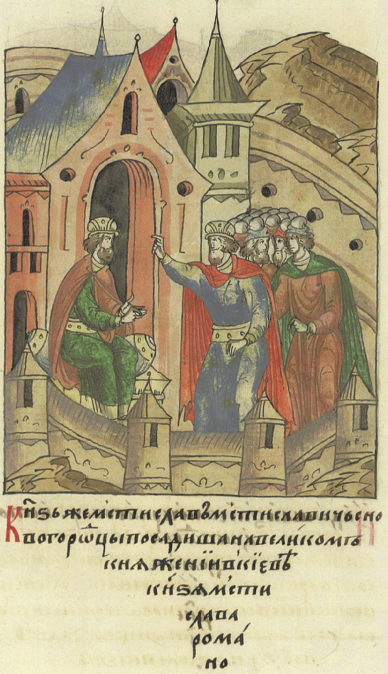

므스티슬라프 3세(러시아어: Мстислав Романович 므스티슬라프 로마노비치[*], 우크라이나어: Мстислав Романович 므스티슬라우 로마노비치[*], ? ~ 1223년)는 키예프 대공국의 대공(재위: 1212년 ~ 1223년)이다. 류리크 왕조 출신이며 늙은 므스티슬라프 로마노비치(러시아어: Мстислав Романович Старий 므스티슬라프 로마노비치 스타리[*], 우크라이나어: Мстислав Романович Старий 므스티슬라우 로마노비치 스타리[*])라는 별칭으로 부르기도 한다.

## 생애
로만 로스티슬라비치 대공의 아들로 태어났다. 키예프 대공을 역임하기 이전에는 프스코프 공화국 공작(1179년 ~ ?), 스몰렌스크 공국의 공작(1197년 ~ ?), 벨고로드키옙스키(Belgorod Kievsky) 공작(1206년?), 갈리치아 공작(? - ?)을 역임했다.
1221년에는 키예프 대공국을 침공한 헝가리 군대를 물리쳤다. 1223년 징기스 칸이 이끄는 몽골 제국 군대와의 칼카 강(Kalka) 전투에서 대패하고 몽골 제국 군대에게 생포되어 질식사시키는 방식으로 처형되고 만다.
| 전임 프세볼로트 4세 | 키예프 대공 1212년 ~ 1223년 | 후임 블라디미르 4세 |